# USS Houston (SSN-713)
Pour les autres navires du même nom, voir USS Houston.
Le USS Houston (SSN-713) est un sous-marin nucléaire d'attaque américain de classe Los Angeles nommé d'après Houston au Texas.

## Histoire du service
Construit au chantier naval Northrop Grumman de Newport News, il a été commissionné le 25 septembre 1982 et est toujours actuellement en service dans l’United States Navy.
C'est le USS Houston qui a joué le rôle du USS Dallas dans le film À la poursuite d'Octobre rouge.